# Roma bene
Roma bene è un film del 1971 diretto da Carlo Lizzani.
Tratto dalla pièce Mani aperte sull'acqua di Luigi Bruno Di Belmonte, il film riprende alcuni dei temi che hanno reso celebre La dolce vita di Fellini, e ha per protagonisti Virna Lisi e Nino Manfredi.

## Trama
Il classico salotto aristocratico, alto-borghese e opulento di Roma Nord: una duchessa, il marito industriale e tanti altri personaggi dell'alta società capitolina, apparentemente rispettabili. In realtà è una sfilata di tipi squallidi: il barone caduto in disgrazia che ruba i gioielli, un arrampicatore sociale senza scrupoli, uomini che inscenano finti rapimenti e tentativi di estorsione, e persino una moglie che arriva a commissionare, assieme all'amante, un potente monsignore del Vaticano, l'uccisione del ricco marito armatore.
Il destino di queste persone è tragico. Durante una crociera in alto mare, tutti gli occupanti dello yacht si tuffano per un bagno, senza che nessuno predisponga la scaletta per risalire a bordo.

## Colonna sonora
Le musiche sono state composte da Luis Enriquez Bacalov; i brani cantati Rhythm (che sarà riutilizzato anche in Milano calibro 9 e il cui testo è opera di Audrey Nohra Stainton), Don't Put Me Down (parole di Mack David, fratello maggiore di altro liricista Hal David) e Down Memory Lane (liriche di Susy Carrington) sono eseguite da Richard Cocciante col gruppo Godfather.
La colonna sonora è stata pubblicata in LP nel 1971 dall'etichetta discografica Delta ed è stata ristampata solamente una volta in Giappone, in CD, nel 2004, dell'etichetta discografica Avanz Records. Dall'album è stato inoltre estratto il singolo Down Memory Lane/Rhythm di Richard Cocciante.

### Tracce
1. Richard Cocciante – Down Memory Lane – 4:17
2. Godfather – Boulders Movement (Part 1) – 3:05
3. Toquinho – Uma Bossa Pra' Dede' – 2:50
4. Country Lovers – Blue Eggs And Ham – 2:55
5. Richard Cocciante – Rhythm – 4:36
6. Luis Enriquez – Sylvia's Earrings – 1:45
7. Godfather – Boulders Movement (Part 2) – 2:45
8. Luis Enriquez – Una Villa Bene – 1:48
9. Richard Cocciante – Don't Put Me Down – 3:15

Durata totale: 27:16

## Distribuzione
Il film venne distribuito nel circuito cinematografico italiano l'8 ottobre 1971.

## Accoglienza

### Incassi
Il film risultò il 17° incasso al botteghino italiano della stagione 1971-1972.

### Critica
(Segnalazioni Cinematografiche, vol. 72, 1972)
(Paolo Mereghetti)